# Rho Coronae Borealis
Rho Coronae Borealis (ρ CrB / 15 Coronae Borealis) es una estrella en la constelación de Corona Boreal de magnitud aparente +5,40. Visualmente está situada al norte de ι Coronae Borealis y al noreste de θ Coronae Borealis y Alphecca (α Coronae Borealis).
Distante 56,8 años luz del sistema solar, Rho Coronae Borealis es una enana amarilla análoga al Sol de tipo espectral G0V y 5855 K de temperatura. De masa prácticamente igual a la masa solar y con un radio un 35% más grande que el radio solar, tiene una luminosidad equivalente a 1,70 soles. Su metalicidad, basada en la abundancia de hierro, es aproximadamente 2/3 de la de nuestra estrella.
Muestra una actividad de cromosférica relativamente baja y es una estrella de lenta rotación, completando un giro en aproximadamente 20 días; este valor es ligeramente inferior al del Sol —25,4 días—.
Se piensa que Rho Coronae Borealis está cerca del final de su etapa como estrella de la secuencia principal.
Ello concuerda con su edad estimada, en torno a 11 000 millones de años.
Rho Coronae Borealis tiene un disco circunestelar de polvo que puede ser similar en composición al cinturón de Kuiper del sistema solar, pudiendo extenderse hasta 85 UA de la estrella.

## Sistema planetario
En 1997 se anunció el descubrimiento de un planeta extrasolar, denominado Rho Coronae Borealis b, con al menos la masa de Júpiter, orbitando muy cerca de la estrella —apenas a 0,22 UA, algo más de la mitad de la distancia entre Mercurio y el Sol— con un período orbital de 39,85 días.
| Acompañante (En orden desde la estrella) | Masa (MJ) | Período orbital (días) | Semieje mayor (UA) | Excentricidad |
| ---------------------------------------- | --------- | ---------------------- | ------------------ | ------------- |
| Rho Coronae Borealis b                   | > 1,04    | 39,845                 | 0,22               | 0,04 ± 0,015  |

Se ha propuesto la presencia de un segundo planeta más masivo —Rho Coronae Borealis c— en una órbita exterior. No obstante, análisis astrométricos posteriores sugieren que el primer planeta podría tener una masa mucho mayor que la inicialmente calculada, en torno a 115 veces la masa de Júpiter, no siendo en este caso un planeta sino una tenue enana roja acompañante.